# Le Béninois libéré
Le Béninois libéré est un quotidien béninois d’information générale, d’analyse et de publicité fondé en 2006. Il aborde des sujets aussi divers que la politique, les problèmes de société, la culture, le sport, l'environnement, l'agriculture...

## Histoire
Le Béninois libéré est créé en janvier 2006 par Aboubakar Takou et se distingue par sa ligne éditoriale jugée très critique et politiquement gênante. Lors de ses diffusions, Le Béninois libéré provoque et gêne le milieu politique. Cela contribue à sa suspension le 8 décembre 2011 par la Haute Autorité de l'Audiovisuel et de la Communication (HAAC) pour une publication sur le sommet du Conseil de l'Entente qui a eu lieu au Bénin dans la période, avec pose de scellés sur son siège,. 
Après une bataille juridique contre la HAAC, le journal fait son retour dans les kiosques en mai 2017 après une suspension de la décision de la HAAC par la Cour suprême du Bénin.
Une année après, en juin 2018, le journal remporte définitivement son procès contre la HAAC auprès  de la Cour suprême. Mais malgré cette victoire, ses locaux restent sous scellés jusqu’en février 2020.
Aujourd’hui[Quand ?], Le Béninois libéré est édité par Atoum Technologie Recherche et Développement. Son Directeur de publication est Akkilou Yacoubou. Le quotidien fait partie de 76 quotidiens reconnus au Bénin.

## Description
La ligne éditoriale du quotidien est le traitement de l’information générale.